# Roosdaal
Roosdaal là một đô thị ở tỉnh Vlaams-Brabant. Đô thị này bao gồm các thị xã Borchtlombeek, Onze-Lieve-Vrouw-Lombeek, Pamel và Strijtem. Tại thời điểm ngày 1 tháng 1 năm 2006,  Roosdaal có tổng dân số 10.745 người. Tổng diện tích là 21,69 km² với mật độ dân số là 495 người trên mỗi km². 

## Cư dân địa phương nổi tiếng
- Frans Van Cauwelaert (sinh năm 1880 – mất ngày 17 tháng 5 năm 1961), nhà chính trị và luật sư.